# Kokerrok

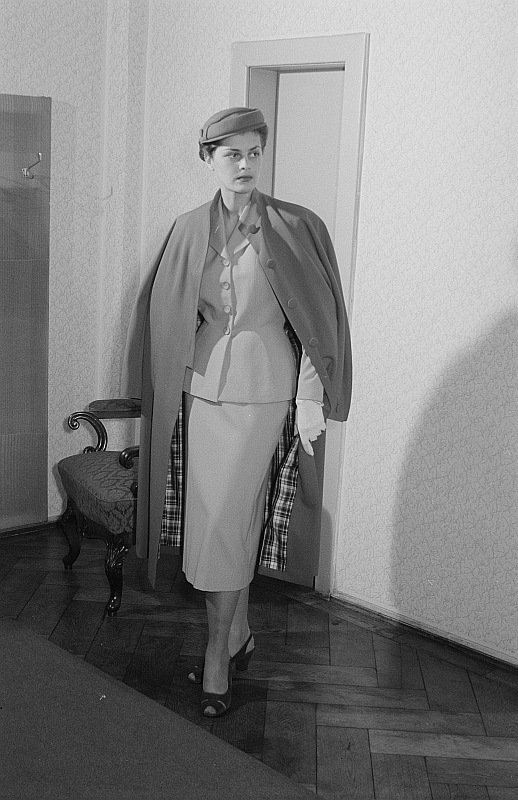
Pakje met kokerrok, Duits, 1954

Een kokerrok is een nauwsluitende rok met een rechte, smalle snit. Over het algemeen valt de zoom tot de knie of net daaronder. Aan de bovenkant reikt de rok hoger dan veel andere rokken, tot de taille. 
De rok is meestal op maat gemaakt voor een nauwsluitende pasvorm. De rok sluit met een ritssluiting op de rug. Het Engelse woord voor deze rok, pencil skirt, is genoemd naar de vorm: lang en slank als een potlood. De rok is met name aan de onderkant nauwer dan een klassieke rechte rok.

## Stijl
De kokerrok kan als separaat kledingstuk worden gedragen maar ook als onderdeel van een pakje. Een kokerrok heeft meestal een split aan de achterkant, omdat de slanke, smalle vorm het lopen van de drager kan beperken. Ook gaan zitten wordt moeilijk zonder split. Er kan ook een split zijn gemaakt aan een zijkant, of aan beide zijkanten. Fietsen met een kokerrok aan is in elk geval niet mogelijk.
Soms wordt in plaats van een split een plooi gemaakt. Kokerrokken die gemaakt zijn van elastische stoffen hebben normaal gesproken geen spilt of plooi nodig.
Schoenen die onder een kokerrok gedragen worden zijn bijvoorbeeld pumps of hoge hakken, met doorschijnende kousen of panty's. In de jaren 1950 werden kousen met een achternaad gedragen.  Kokerrokken kunnen natuurlijk ook met lagere schoenen worden gedragen.

## Geschiedenis

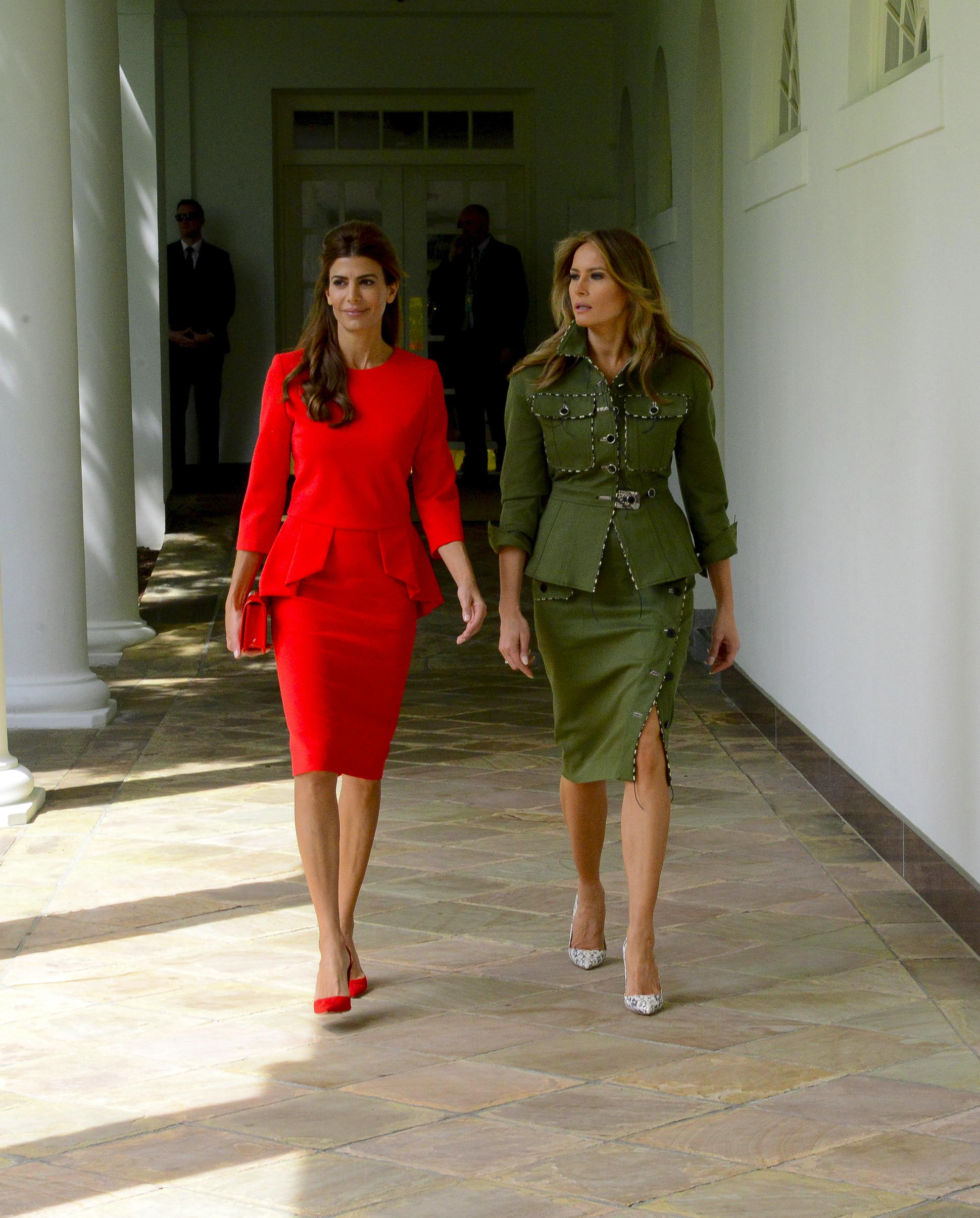
Juliana Awada en Melania Trump in kokerrokken, 2017

Smalle rokken hebben een lange geschiedenis in de westerse mode. De voorloper van de kokerrok is de strompelrok, die een rage was voor de Eerste Wereldoorlog, geïnspireerd door de Ballets Russes. Deze lange rok met een smalle zoom belemmerde het lopen ernstig.
De Franse ontwerper Christian Dior introduceerde de moderne kokerrok in 1954 bij zijn herfst-winter collectie, maar ook een eerdere datum, 1947 wordt wel genoemd.
Elizabeth Taylor droeg deze rok aan het eind van de jaren 1950 in de films Suddenly, Last Summer en Cat on a Hot Tin Roof. 
Samen met de minirok werd de kokerrok al snel erg populair, vooral als werkkleding op kantoor. Het  succes was naar verluidt te danken aan het verlangen van vrouwen naar nieuwe mode in de nasleep van de rantsoenering van de Tweede Wereldoorlog en de Koude Oorlog. Het sobere economische klimaat maakte de rok, waarvoor weinig stof nodig is, de rok ook minder kostbaar dan een wijdere rok.